# Знак охорони Головного отамана
Знак охорони Головного отамана — відзнака, яка мала б вручатися представникам Охорони Головного отамана у 1921 році.

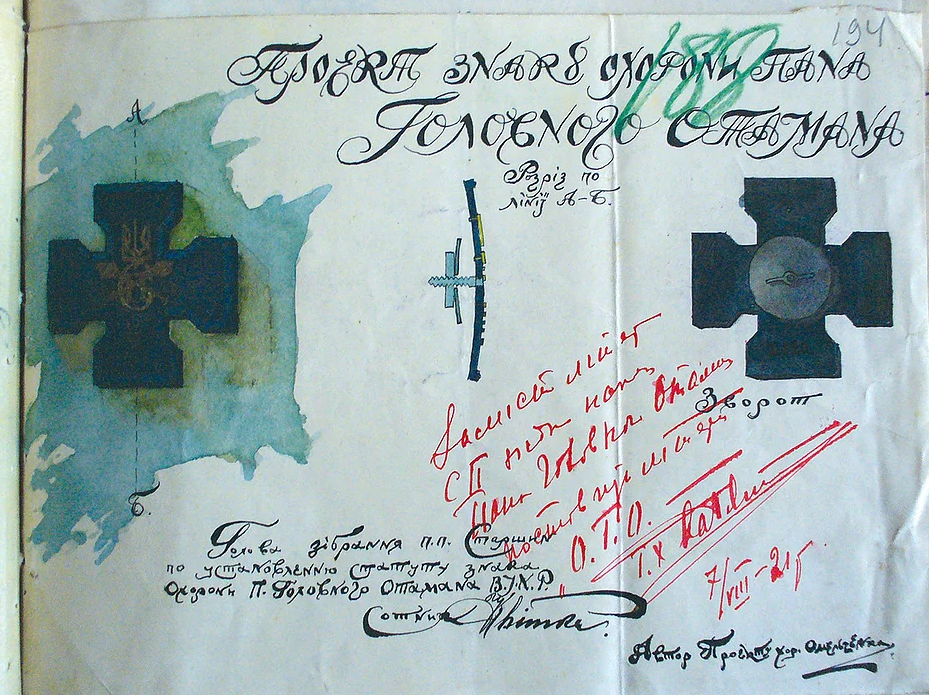
Малюнок знака, доданий до установчих документів із правками Симона Петлюри

## Історія виникнення
Особиста охорона Симона Петлюри «Охорона Головного Отамана» була сформована 10 травня 1920 року у Вінниці із старшин та козаків — ветеранів Армії УНР. До її складу входили 2 піших, кінна сотня та кулеметна команда. Командиром Охорони було призначено радника Симона Петлюри Миколи Чеботаріва, який впродовж 1919—1921 років крім своїх завдань виконував контррозвідні функції, шляхом злапання державних злочинців, виявленням агентури в рядах Армії УНР та іншими обов'язками.
У травні 1921 року, на честь річниці створення Охорони, Микола Чеботарів представив на розгляд Симона Петлюри Статут та проект нагрудного знака (значка) Охорони Головного Отамана. Статут знака Симон Петлюра затвердив 9 липня 1921 року. Між цим, у затвердженні Статуту він вказав: «Затверджується із змінами: замість букв С. П. поставити букви О. Г.О».
Сама правка не стосувалася Статуту, а опису знака. Петлюра був проти того, щоб у значку були розміщені його ініціали. Крім того, у Головного отамана до опису було ще декілька зауважень, щоправда вони не були виправлені у самому документі.
Сам Статут та опис були прийняті у цілому. Проте, знак Охорони так і не був виготовлений. На це позначилось декілька чинників. У першу чергу це те, що відбувся внутрішній конфлікт, який розпочався в середині самої Охорони у другій половині 1921 року. З іншого боку, Микола Чоботарів посварився із Симоном Петлюрою. Третій чинник пов'язаний із тим, що старшини повернулися в окуповану більшовиками Україну. Після цього питання щодо створення знаку не виникало.